# Valle de Coachella

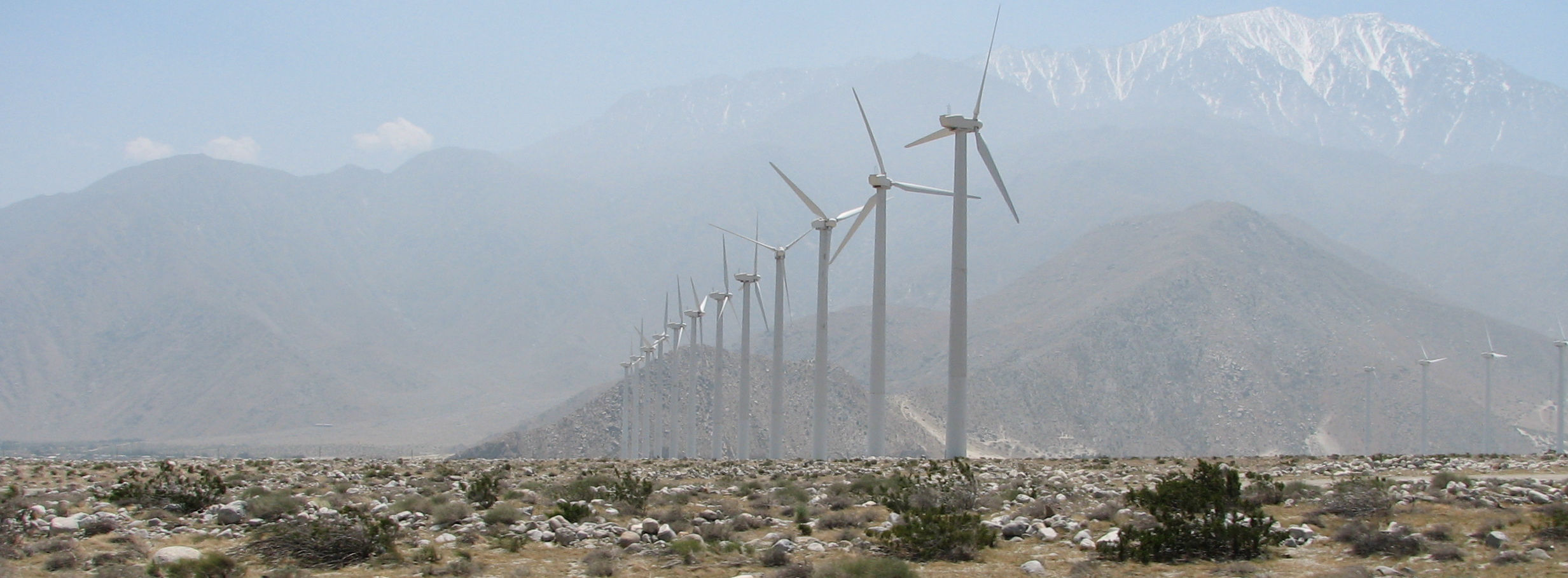
Molinos de viento en el valle de Coachella.

El Valle de Coachella (en inglés: Coachella Valley) es un desierto situado en un valle irrigado para aprovechamiento agrícola y de ocio. Se ubica en el sur de California, Estados Unidos, al este de Los Ángeles. 
El valle se extiende unos 72 km dentro del condado de Riverside, en la zona suroriental de las sierra de San Bernardino en el lago salado Salton Sea, el lago más grande de California. Es aproximadamente 15 millas (24 kilómetros) de largo en su diámetro de mayor longitud, limitado en el oeste por las sierra de San Jacinto y las montañas Santa Rosa y en el norte y el este por las montañas pequeño San Bernardino. La falla de San Andrés cruza el valle de las montañas Chocolate en la esquina suroriental y a lo largo de la línea central del pequeño San Bernardino. La falla es fácilmente visible a lo largo de la zona norteña como una tira verde a contraluz de una montaña, de otro modo, pelada. Las montañas chocolate son zona de pruebas de la artillería de la Armada de los Estados Unidos y se encuentran fuera de los límites públicos. Algunos geógrafos y geólogos llaman a veces el área, junto con el Valle Imperial al sur, como la "cuenca Cahuilla" o "canal de Salton".

## Comunidades y población
El Valle Coachella contiene nueve ciudades y varias comunidades sin entidad de ciudad.
| Ciudad                      | Población (censo del 2000) | Población (estimado para el 2005) |
| --------------------------- | -------------------------- | --------------------------------- |
| Cathedral City              | 42,647                     | 50,632                            |
| Coachella                   | 22,724                     | 30,764                            |
| Desert Hot Springs          | 16,582                     | 19,386                            |
| Indian Wells                | 3,816                      | 4,781                             |
| Indio                       | 49,116                     | 66,118                            |
| La Quinta                   | 23,694                     | 36,145                            |
| Palm Desert                 | 41,155                     | 49,280                            |
| Palm Springs                | 42,807                     | 45,731                            |
| Rancho Mirage               | 13,249                     | 16,416                            |
| Áreas sin entidad de ciudad | 76,695                     | 91,721                            |
| Total del Valle Coachella   | 332,485                    | 410,974                           |

El Valle de Coachella es una de las áreas de más rápido crecimiento poblacional en el país, debido en parte a su localización en el condado de Riverside, California, y a las propiedades inmobiliarias que se desarrollaron el la década de 1990. El área consta de nueve ciudades incorporadas, con una población total de unos 400.000 habitantes, dos veces más de los que había en 1990 (185.000) y tres veces más que en el año 1980 (80.000). Las proyecciones del estado estiman que la población pasará de los 600,000 para el año 2020 y de 1.1 millones para el 2066.

## Compañías con sede  en el Valle de Coachella
- La sede de la United States Filter Corporation en Palm Desert -fabricantes de sistemas industriales de filtración de agua.
- Guthy-Renker, Palm Desert y Thane International, La Quinta - es el líder a nivel nacional en órdenes comerciales por correo infomerciales.
- Western Golf Car, Desert Hot Springs - uno de los mayores diseñadores y productores a nivel mundial de golf cart. Lido Motors, una compañía fundada por Lee Iacocca, produce vehículos eléctricos pequeños no contaminantes para uso en ciudades, junto con Western Golf Car.
- West Coast Turf, Indio - suministrador oficial de la Super Bowl.
- Ernie Ball, uno de los líderes mundiales en fabricación de las secuencias de guitarra eléctrica, inaugurado en Coachella en el 2005.
- Armtec Defense Products, Coachella, es un miembro del grupo de tecnologías de defensa Esterline Technologies uno de los grupos manufactureros mayores del mundo.
- Jardín Botánico y Zoológico Living Desert, Palm Desert
- Shields Date Gardens, un hito local y atracción turística desde 1924.